# Peter Munch
Peter Rochegune Munch (ur. 25 lipca 1870 w Redsted, zm. 12 stycznia 1948 w Kopenhadze) – duński polityk i historyk.

## Życiorys
Najpierw zrobił karierę jako historyk Europy nowożytnej, później został politykiem i w 1909 - do 1945 - członkiem duńskiego parlamentu (Folketingu). Był jednym z przywódców Partii Radykalno-Liberalnej (Det Radikale Venstre), 1909-1910 pełnił urząd ministra spraw zagranicznych, a 1913-1920 ministra obrony w rządzie Carla Theodora Zahle, 1920-1938 był delegatem do Ligi Narodów, od 1929 do lipca 1940 ponownie był ministrem spraw zagranicznych (w rządzie Thorvalda Stauninga). Prowadził politykę ścisłej neutralności i poprawnych stosunków z Niemcami. Jego najtrudniejszym zadaniem było skłonienie Hitlera do uznania granicy między Danią a Niemcami z 1920. Choć zawiódł w tym przedsięwzięciu, udało mu się uniknąć otwartego naruszenia stosunków z Niemcami. Po agresji Niemiec na Danię w 1940 został uczyniony publicznym kozłem ofiarnym i ustąpił z urzędu.